# Papiro Oxirrinco 210
El Papiro Oxirrinco 210 (P. Oxy. 210 o P. Oxy. II 210) es un fragmento del cristiano primitivo, escrito en griego. Fue descubierto en Oxirrinco. El manuscrito fue escrito en papiro en forma de códice. Está fechado en el siglo III. Actualmente se encuentra en la Biblioteca de la Universidad de Cambridge (4048) en Cambridge.

## Descripción
El documento fue escrito por un autor desconocido. Las medidas del fragmento son 173 por 85 mm. El texto está relacionado con el Mateo 7:17-19 y Lucas 6:43-44 (un árbol se conoce por sus frutos).
Probablemente el fragmento sea de un Evangelio no canónico. No se suele incluir en los compendios de apócrifos del Nuevo Testamento (aunque aparece en el libro de Dieter Lührmann y Egbert Schlab Fragmente Apokryph gewordener Evangelien in griechischer und lateinischer Sprache).
Fue descubierto por Grenfell y Hunt en 1897 en Oxirrinco. El texto fue publicado por Grenfell y Hunt en 1899.